# Hemiceras alba
Hemiceras alba är en fjärilsart som beskrevs av Walker 1865. Hemiceras alba ingår i släktet Hemiceras och familjen tandspinnare. Inga underarter finns listade i Catalogue of Life.